# ストーミー・シックス
ストーミー・シックス（Stormy Six）は、1966年にミラノで結成されたイタリアのプログレッシブなフォークロック・バンドである。1983年までは、ほとんどセクステットとして演奏したが、時折カルテット、クインテット、セプテットとしてもレコーディングを行った。そのラインナップは長年にわたりかなり変化したが、結成メンバーのFranco Fabbriはその全期間にわたってグループに在籍した。1993年5月、彼らはミラノで再結成コンサートを行った。それはCD『ウン・コンチェルト』（1995年）に録音され、リリースされた。
ストーミー・シックスは、1978年3月にロンドンで開催された最初のRIOフェスティバルで演奏を行った、5つのオリジナル・ロック・イン・オポジション（RIO）・バンドのうちの1つとして最もよく知られている。彼らは後に、組織としてのRIOの形成に積極的に参加し、他のRIOやRIOに関連するバンドとヨーロッパ全土で共演した。

## 略歴
ストーミー・シックスは、1966年にポップ/サイケデリック・ロック・バンドとしてスタートし、1967年に行われたローリング・ストーンズの最初のイタリア・ツアーではオープニングを担当した。何度かのラインナップの変更の後に、ストーミー・シックスは左翼/プロテスト・フォークロックへと音楽性を切り替え、最初の3枚のアルバムを発表した。1960年代後半から1970年代初頭にかけては、このスタイルが反映されていた。1970年代半ばに彼らの音楽はより複雑になり、プログレッシブ・ロックに移行しながら実験的な音づくりを始めた。
1974年末、ストーミー・シックスをはじめとしたミラノのミュージシャンたちで「L'Orchestra」と呼ばれる音楽協同組合を結成した。それは「あらゆる種類の非コマーシャル音楽、そしてアヴァンギャルド、ジャズ、政治、プロテストおよびポピュラー音楽をプロモートする」ことを目的としていた。それはまた、ミュージシャンが自ら管理し、ストーミー・シックスが自身のシングルやアルバムを数多くリリースする独立したレコード・レーベルとなった。ストーミー・シックスは「L'Orchestra」の業務において主導的な役割を果たした。
ストーミー・シックスと外国人アーティストとの出会いとコラボレーションは、1975年にイングランドのアヴァン・ロック・グループ、ヘンリー・カウが初めてイタリアをツアーしたときに始まった。ストーミー・シックスはヘンリー・カウを「L'Orchestra」に招き入れ、2つのバンドは関係を深めていった。その後、1978年に、ヘンリー・カウはロンドンのRIO（ロック・イン・オポジション）フェスティバルに出演するため、ストーミー・シックスに加え3組のヨーロッパのグループを招待した。オリジナルとなった5組のRIOメンバーの1組として、ストーミー・シックスは、組織としてのRIOの形成に積極的に参加した。1979年、ストーミー・シックスは、ミラノで2回目のRIOフェスティバルを開催した。ここでは7組のRIOメンバーが1週間にわたるイベントを行った。
ストーミー・シックスの6枚目のアルバム『ラップレンディスタ』（1977年）は、プログレッシブ・ロック・ファンの間で好評を博し、次のアルバム『マッキーナ・マッケロニカ』（1980年）は「RIOジャンル」の代表作の座を勝ち得ている。ヘンリー・カウのジョージー・ボーンは、アルバム『マッキーナ・マッケロニカ』にゲスト参加し、その時期に行われたいくつかのコンサートでストーミー・シックスと共演した。
もう1枚、アルバム『Al Volo』（1982年）をレコーディングした後、ストーミー・シックスは1983年に解散した。
1983年7月、3人の元ストーミー・シックス・メンバー（Franco Fabbri、Umberto Fiori、Pino Martini）は、ドイツのアヴァン・ロック・グループ、カシーバー（元ヘンリー・カウのクリス・カトラー、ハイナー・ゲッベルス、アルフレート・ハルト）と共同で、公開ワークショップとレコーディング・プロジェクトをモンテプルチャーノのカンティエレ・インテルナツィオナーレ・ダルテ（Cantiere Internazionale d´Arte）にて行った。その後、その録音はイタリアのラジオ「RAI Radio3」によって放送され、そのうち7曲はカシックス（Cassix = Cassiber / Stormy Six）の名義で、レコメンデッド・レコードのサウンド・マガジン『Rē Records Quarterly Vol.1 No.3』（1986年）に収録され発表された。
1993年5月10日に、ストーミー・シックスの再結成がミラノのオルフェオ・シアター（Orfeo Theatre）での公演のために行われた。コンサートはレコーディングされ、後に『ウン・コンチェルト』（1995年）というライブ・アルバムとなってリリースされた。

## メンバー
ストーミー・シックスのラインナップは、結成メンバーのFranco Fabbriが唯一のレギュラー・メンバーであり、長年にわたってかなり変化した。

## ディスコグラフィ

### アルバム
- Le Idee di Oggi Per la Musica di Domani (1969年、First)
- L'Unitá (1972年、First)
- Guarda giù dalla pianura (1974年、Ariston)
- Un Biglietto del Tram (1975年、L'Orchestra)
- 『クリシェ』 - Cliché (1976年、L'Orchestra)
- 『ラップレンディスタ』 - L'Apprendista (1977年、L'Orchestra)
- 『マッキーナ・マッケロニカ』 - Macchina Maccheronica (1980年、L'Orchestra)
- Al Volo (1982年、L'Orchestra)
- 『ウン・コンチェルト』 - Un Concerto (1995年、Arpa/Sensible) ※ライブ・アルバム
- Megafono (1998年、Diva Records)
- 『ウェルカム・トゥ・ザ・ゲットー』 - Benvenuti Nel Ghetto (2013年、btf.it) ※ユダヤ系俳優兼歌手モニ・オバディアとのジョイントコンサートを収録したCD/DVD

### シングル
- "Oggi Piango" / "Il Mondo è Pieno di Gente" (1967年、Mini)
- "Lui Verrà" / "L'amico e il Fico" (1967年、Mini)
- "La Luna è Stanca" / "Lodi" (1970年、First)
- "Alice Nel Vento" / "Il Venditore di Fumo" (1970年、First)
- "Rossella" / "Leone" (1971年、First)
- "Garibaldi" / "Tre Fratelli Contadini di Venosa" (1972年、First)
- "Sotto il Bambù" / "Nicola fa il Maestro di Scuola" (1972年、First)
- "1789" / "Carmine" (1976年、L'Orchestra)
- "Cosa Danno" / "Reparto Novità" (1981年、L'Orchestra)

## 参考
- 『アバウト・ロック・イン・オポジション』 - Romantic Warriors II: A Progressive Music Saga About Rock in Opposition (2012年)
- 『続・アバウト・ロック・イン・オポジション』 - Got RIO? Romantic Warriors II: A Progressive Music Saga About Rock in Opposition (2013年)